# Kolastjärnblomma
Kolastjärnblomma (Stellaria hebecalyx) är en nejlikväxtart som beskrevs av Edward Fenzl. Kolastjärnblomma ingår i släktet stjärnblommor, och familjen nejlikväxter. Arten har ej påträffats i Sverige.